# Dubai World Championship
Die DP World Tour Championship gehört zu den höchstdotierten professionellen Golfturnieren der Welt und ist Bestandteil der DP World Tour, der ehemaligen European Tour. Es ist der Höhepunkt und Abschluss der Saisonwertung der DP World Tour, dem früheren Race to Dubai, welches seit der Saison 2009 die Geldrangliste European Tour Order of Merit ersetzte.
Startberechtigt sind die ersten 50 der Saisonwertung der DP World Tour vor dem Turnier. Bei eventuellen Absagen von qualifizierten Spielern gibt es Nachrücker. Es gibt keinen Cut nach zwei Runden.

## Siegerliste
| Jahr                                           | Sieger                     | Nationalität               | Ergebnis                   | Vorsprung                  | Zweitplatzierte(r)                            |
| DP World Tour Championship                     | DP World Tour Championship | DP World Tour Championship | DP World Tour Championship | DP World Tour Championship | DP World Tour Championship                    |
| ---------------------------------------------- | -------------------------- | -------------------------- | -------------------------- | -------------------------- | --------------------------------------------- |
| 2024                                           | Rory McIlroy               | Nordirland                 | 273 (−15)                  | 2 Schläge                  | Rasmus Højgaard                               |
| 2023                                           | Nicolai Højgaard           | Norwegen                   | 267 (−21)                  | 2 Schläge                  | Tommy Fleetwood, Matt Wallace, Viktor Hovland |
| 2022                                           | Jon Rahm                   | Spanien                    | 268 (−20)                  | 2 Schläge                  | Tyrrell Hatton, Alex Norén                    |
| DP World Tour Championship, Dubai              |                            |                            |                            |                            |                                               |
| 2021                                           | Collin Morikawa            | Vereinigte Staaten         | 271 (−17)                  | 3 Schläge                  | Alexander Björk, Matthew Fitzpatrick          |
| 2020                                           | Matthew Fitzpatrick        | England                    | 273 (−15)                  | 1 Schlag                   | Lee Westwood                                  |
| 2019                                           | Jon Rahm                   | Spanien                    | 269 (−19)                  | 1 Schlag                   | Tommy Fleetwood                               |
| 2018                                           | Danny Willett              | England                    | 270 (−18)                  | 2 Schläge                  | Patrick Reed, Matt Wallace                    |
| 2017                                           | Jon Rahm                   | Spanien                    | 269 (−19)                  | 1 Schlag                   | Kiradech Aphibarnrat, Shane Lowry             |
| 2016                                           | Matthew Fitzpatrick        | England                    | 271 (−16)                  | 1 Schlag                   | Tyrrell Hatton                                |
| 2015                                           | Rory McIlroy               | Nordirland                 | 267 (−21)                  | 1 Schlag                   | Andy Sullivan                                 |
| 2014                                           | Henrik Stenson             | Schweden                   | 272 (−16)                  | 2 Schläge                  | Rory McIlroy, Justin Rose, Victor Dubuisson   |
| 2013                                           | Henrik Stenson             | Schweden                   | 263 (−25)                  | 6 Schläge                  | Ian Poulter                                   |
| 2012                                           | Rory McIlroy               | Nordirland                 | 265 (−23)                  | 2 Schläge                  | Justin Rose                                   |
| Dubai World Championship presented by DP World |                            |                            |                            |                            |                                               |
| 2011                                           | Álvaro Quirós García       | Spanien                    | 269 (−19)                  | 2 Schläge                  | Paul Lawrie                                   |
| 2010                                           | Robert Karlsson            | Schweden                   | 274 (−14)                  | Playoff (2. Loch)          | Ian Poulter                                   |
| 2009                                           | Lee Westwood               | England                    | 265 (−23)                  | 6 Schläge                  | Ross McGowan                                  |